# Guaporeptus paradisius
Guaporeptus paradisius är en mångfotingart som beskrevs av Hoffman 1988. Guaporeptus paradisius ingår i släktet Guaporeptus och familjen Spirostreptidae. Inga underarter finns listade i Catalogue of Life.